# Desastres em 1931
Nesta página encontrará referências aos desastres ocorridos durante o ano de 1931.

## Julho
- O desastre natural considerado o mais mortal da história acontece na China. O Rio Amarelo transborda matando de 1 milhão a 4 milhões de pessoas.